# Oberkommando des Heeres
Das Oberkommando des Heeres (OKH) wurde 1935 im Zuge des ersten Schrittes der Restrukturierung der Wehrmacht geschaffen. Es war die höchste Kommandobehörde des Heeres. Dem OKH entsprachen für die Kriegsmarine das OKM und für die Luftwaffe das Reichsluftfahrtministerium bzw. das OKL. Das OKH selbst gliederte sich in den Generalstab des Heeres und das Heerespersonalamt. Hinzu kamen noch die Adjutantur des Chefs des OKH und der Beauftragte des Führers für die militärische Geschichtsschreibung. Dem OKH waren der Chef der Heeresrüstung und Befehlshaber des Ersatzheeres und ein bzw. ab dem 20. April 1940 zwei Führungsnachrichtenregimenter (Führungsnachrichtenregiment 40 und Führungsnachrichtenregiment 601) nachgeordnet, um die Führungsfähigkeit des Hauptquartiers sicherzustellen. Die Führungsnachrichtenregimenter waren für die Fernmeldeverbindungen zwischen dem OKH und den Heeresgruppenkommandos und Armeeoberkommandos verantwortlich.
Eine Unterstellung unter das erst 1938 eingerichtete Oberkommando der Wehrmacht (OKW) bestand nicht. Dieses konnte an das OKH nur Befehle Hitlers weitergeben. Dem im OKW angesiedelten Wehrmachtführungsstab unterlag jedoch ab 1940 die Führung auf anderen als dem jeweils als Hauptkriegsschauplatz angesehenen Schauplätzen. Das OKH führte daher nacheinander nur die jeweils im Polen-, West- und Balkanfeldzug sowie dem Krieg gegen die Sowjetunion bzw. an der späteren Ostfront eingesetzten Heeresgruppen bzw. anderen Kommandobehörden.

## Oberbefehlshaber des Heeres (OBdH)
- Generaloberst Werner von Fritsch, 1. Januar 1934 bis 4. Februar 1938
- Generalfeldmarschall Walther von Brauchitsch, 4. Februar 1938 bis 19. Dezember 1941
- Adolf Hitler, 19. Dezember 1941 bis 30. April 1945
- Generalfeldmarschall Ferdinand Schörner, 30. April bis 8. Mai 1945

## Chefs des Generalstabes des Heeres
- General der Artillerie Ludwig Beck, 1. Oktober 1933 bis 31. Oktober 1938
- Generaloberst Franz Halder, 31. Oktober 1938 bis 24. September 1942
- Generaloberst Kurt Zeitzler, 24. September 1942 bis 10. Juli 1944
- Generalleutnant Adolf Heusinger, 10. bis 20. Juli 1944 (mit der stellvertretenden Wahrnehmung der Geschäfte beauftragt)
- Generaloberst Heinz Guderian, 21. Juli 1944 bis 28. März 1945 (als Generalinspekteur der Panzertruppe mit der Wahrnehmung der Geschäfte beauftragt)
- General der Infanterie Hans Krebs, 29. März bis 1. Mai 1945 (mit der Wahrnehmung der Geschäfte beauftragt)
- Generalfeldmarschall Wilhelm Keitel, 1. bis 13. Mai 1945 (mit der Wahrnehmung der Geschäfte beauftragt)
- Generaloberst Alfred Jodl, 13. bis 23. Mai 1945 (mit der Wahrnehmung der Geschäfte beauftragt)

## Gliederung
Das OKH gliederte sich in drei Ämter und die Adjutantur des Chefs des OKH.
- Amtsgruppe Heerespersonalamt
  - Offiziere
  - Disziplinarangelegenheiten der Offiziere
  - Generalstabsoffiziere
  - Offiziersnachwuchs
  - Ordensangelegenheiten mit Gruppe
  - Repräsentation und Ehrungen
  - Offiziere im Truppensonderdienst
  - Offiziere in den Truppenteilen mit dem Zusatz „Volks-“ (ab 1944)

Handbuch für den Generalstabsdienst im Kriege – 1939

- Generalstab des Heeres (Der Generalstab des Heeres (GenStdH) bestand bei Kriegsbeginn aus einer mobilen Feldstaffel und einer Heimatstaffel mit Dienstsitz in Berlin. Die Struktur und die Aufgabenverteilung des Generalstabs im Kriegsfall wurden in der geheimen Vorschrift „H.Dv.g 92 – Handbuch für den Generalstabsdienst im Kriege – 1.8.1939“ festgelegt.)
  - Feldstaffel
    - Chef des Generalstabs des Heeres (ab Dezember 1941 nicht mehr dem Chef des OKH, sondern Hitler direkt unterstellt)
      - Nationalsozialistischer Führungsoffizier (NSFO) beim Chef des Generalstabs

    - Stab Oberkommando des Heeres
      - Zentralabteilung des Generalstabs des Heeres
      - Kommandant des Hauptquartiers OKH
      - Operationsabteilung
      - Organisationsabteilung
      - Abteilung Fremde Heere Ost (Abteilung FHO)
      - Abteilung Fremde Heere West (Abteilung FHW)
      - Ausbildungsabteilung

    - Chef des Transportwesens: Generalmajor/Generalleutnant Rudolf Gercke
      - Feldtransportabteilung
      - Heimattransportabteilung (zeitweise in der Heimatstaffel eingegliedert)
      - Verkehrsabteilung (zeitweise in der Heimatstaffel eingegliedert)
      - Planungsabteilung
      - Personalabteilung für das Transportpersonal
      - Befehlshaber der Eisenbahneinheiten (Bedeis), ab Winter 1939/40 mit den Eisenbahnpionieren, ab 1944 General der Eisenbahntruppen: Oberst/Generalmajor/Generalleutnant Otto Will
      - Vertreter des Reichsverkehrsministeriums beim Chef des Transportwesens

    - Generalquartiermeister (GenQu): von 1939 bis 1944 Oberst/Generalmajor/Generalleutnant/General der Artillerie Eduard Wagner
      - Chefgruppe
      - Abteilung I Versorgungsführung
      - Abteilung II Kriegsverwaltung
      - Abteilung III Nachschub
      - Abteilung IVa Heeresintendant
      - Abteilung IVb Heeresarzt/Generalarzt z. b. V.
      - Abteilung IVc Heeresveterinär
      - Abteilung IVd/Ev Gruppe Seelsorge, Evangelische Kriegspfarrer
      - Abteilung IVd/Kath Gruppe Seelsorge, Katholische Kriegspfarrer
      - Heeresfeldpostmeister: Ministerialdirektor Karl Ziegler
      - General der Motorisierung; ab 1944 General des Kraftfahrwesens (GendKfw)
      - General der Kraftfahrparktruppen des Feldheeres (GendKfParkTr)
      - Heeresnachschubführer; ab Oktober 1942 General der Nachschubtruppen (GendNachschTr): von 1943 bis Kriegsende Generalmajor Josef Windisch
      - General der Technischen Truppen (GendTechnTr; im Juli 1944 aufgestellt und Ende 1944 mit dem General der Pioniere (GendPi) vereint): Oberst Erich Hampe
      - Höherer Feldgendarmerieoffizier beim OKH; ab Ende 1944 General der Ordnungstruppen
      - General der Infanterie
      - General der Artillerie (GendArt)
        - General der Heeresküsten- und Festungsartillerie (GendHKüstuFstgArt) am 15. Mai 1943 in Berlin eingerichtet: von der Einrichtung bis Kriegsende Generalmajor/Generalleutnant Ernst Goettke
        - General der Heeresflaktruppen (GenHFlak) am 15. Januar 1944 eingerichtet
        - Höherer Offizier der Panzerartillerie (ab März 1944)

      - General der Pioniere und Festungen (GendPiuFestg)
        - General z. b. V. beim General der Pioniere und Festungen
        - Höherer Landungspionierführer

      - General der Nebeltruppe (GendNblTr, GendNebTr)
      - General der Osttruppen (GendOstTr; ab 1944 General der Freiwilligen-Verbände)
      - Gerichtswesen beim Generalquartiermeister (ab 1940 General z. b. V. beim OKH)
        - Heeresfeldjustizabteilung
        - Gruppe Strafvollzug
        - Gruppe Heeresberichterstattung
        - Zentralgericht des Heeres

      - General z. b. V. IV beim Generalstab des Heeres (Überwachung des Wehrmachtreiseverkehrs; Betreuungsdienste)

    - Chef des Heeresnachrichtenwesens: von August 1938 bis 1944 Generalmajor/Generalleutnant Erich Fellgiebel, 1944/45 General der Fernmeldetruppen Albert Praun, 1945 Generalmajor Alexander Abt
      - General der Nachrichtenaufklärung
      - Leitstelle der Nachrichtenaufklärung
      - Kommandantur der Führungsnachrichtentruppe (1944/45)

    - Chef des Kriegskarten- und Vermessungswesens (zeitweise in der Heimatstaffel)
      - Abteilung für Kriegskarten- und Vermessungswesen
      - Kommandeur der Karten- und Vermessungstruppen

    - Einzeldienststellen und Verbindungsorgane beim Generalstab des Heeres – Feldstaffel
      - General der Aufklärungsflieger (GendAufklFl) und General der Luftwaffe beim OKH
      - Ic Luftwaffe beim OKH
      - Wetterberatungszentrale (mot.) beim OKH
      - Fliegerverbindungsgeschwader II mit Kurierstaffel OKH
      - Vertreter des Auswärtigen Amtes beim OKH
      - Vertreter des Leiters der Organisation Todt beim OKH
      - Sonderstäbe I bis IV (Reorganisation)
      - Feldjägerkommandos I bis III (1944/1945)
      - Heeresfeldpolizeichef der Geheimen Feldpolizei (GeFePo)
      - Außenstelle des Chefs des Wehrmachtstreifendienstes beim Generalstab des Heeres
      - Nationalsozialistischer Führungsstab des Heeres

  - Heimatstaffel
    - Oberquartiermeister V (bis 1942, dann beim Beauftragten für Geschichtsschreibung): von 1938 bis 1942 Generalmajor Waldemar Erfurth
      - Chef der Heeresarchive (bis 1942, dann beim Beauftragten für Geschichtsschreibung): von 1937 bis 1942 Generalmajor Friedrich von Rabenau

    - Zentralabteilung des Generalstab des Heeres – Heimatstaffel
    - Organisationsabteilung – Heimatstaffel
    - Chef des Transportwesens – Heimatstaffel
    - Heeresfilmstelle/Ausbildungsfilmwesen
    - Kriegsakademie Berlin
- Generalinspekteur der Panzertruppe (Gen Ins d Pz Tr, steht dem Generalstab fachlich zur Verfügung, ist ihm organisatorisch aber nicht eingegliedert): bis März 1945 Generaloberst Heinz Guderian
  - Organisationsabteilung
  - Höherer Nachrichtenoffizier beim General der Panzertruppe
  - Leitender Kraftfahroffizier
  - Inspekteur der Panzertruppe (Insp d Pz Tr): von Februar 1943 bis Juni 1944 Generalleutnant/General der Panzertruppen Heinrich Eberbach, von August 1944 bis Kriegsende General der Panzertruppen Leo Geyr von Schweppenburg
    - Kommandeur der Schulen der Panzertruppe
    - Vorschriftenstelle der Panzertruppen

  - Kommandeur der Panzerzüge, bis Ende 1944 als Kommandeur der Eisenbahnpanzerzüge, 1942 aus dem Stabsoffizier der Eisenbahnpanzerzügen entstanden, direkt dem Chef des Generalstabs unterstellt
  - General der Panzerabwehr aller Waffen (GendPtAbw; im September 1944 eingerichtet): Oberst Hermann Oehmichen
- Beauftragte des Führers für die militärische Geschichtsschreibung: Oberst Walter Scherff
  - Oberquartiermeister V (ab 1942)
  - Kriegswissenschaftliche Abteilung der Luftwaffe und der Kriegsmarine (zur Mitarbeit verpflichtet)
  - Kriegsgeschichtliche Abteilung des Heeres
  - Kriegsgeschichtliche Forschungsanstalt des Heeres
  - Chef der Heeresarchive (ab 1942): ab 1942 Oberregierungsrat/Ministerialdirigent Karl Ruppert
  - Chef der Heeresbüchereien mit der Wehrmachtzeitschriftenabteilung
  - Militärwissenschaftliche Rundschau (Scherff führte die Schriftleitung)

## Oberstintendanz
Ab 1940 war der gelernte Volkswirt und Manager Kurt Finkenwirth als Oberstintendant im OKH zuständig für die Versorgung der Landstreitkräfte mit Konserven.

## Marineverbindungsoffiziere der Skl
Aus der Seekriegsleitung (Skl) wurden sogenannte Marineverbindungsoffiziere entsandt. Diese waren u. a.:
- Kapitänleutnant Karl-Jesko von Puttkamer: von September 1933 bis Juni 1935
- Fregattenkapitän Friedrich Hüffmeier: August/September 1939
- Korvettenkapitän Hans von Davidson: September/Oktober 1939
- Kapitän zur See Otto Loycke: von November 1939 bis Juli 1940
- Fregattenkapitän Alfred Schulze-Hinrichs: von Juli 1940 bis Oktober 1940
- Kapitän zur See Otto Loycke: von November 1940 bis November 1941
- Kapitän zur See Konrad Weygold: von November 1941 bis April 1944
- Kapitän zur See Heinrich Rollmann: April/Mai 1944
- Kapitän zur See Norbert von Baumbach: von Mai 1944 bis August 1944 in Vertretung
- Kapitän zur See Heinz-Dietrich von Conrady: von August 1944 bis Kriegsende

## Unterbringung
Der Generalstab bezog meist Baracken in der Nähe des jeweiligen Führerhauptquartiers, etwa im zur Wolfsschanze gehörenden OKH Mauerwald in Ostpreußen, oder in der Nähe von Hitlers Residenzen wie des Berghofs bei Berchtesgaden. Von August 1939 bis 1945 war der Großteil des OKH in Wünsdorf südlich von Berlin in der Bunkeranlage „Maybach I“ untergebracht, direkt neben dem Bunker „Maybach II“ des OKW und dem Bunker „Zeppelin“, der Nachrichtenzentrale der Wehrmacht mit dem postalischen Decknamen „Amt 500“. Nach 1945 saß dort bis 1994 das Oberkommando der Gruppe der Sowjetischen Streitkräfte in Deutschland (GSSD). Seitdem wird das Gelände museal genutzt.

## NS-Führungsstab des Heeres beim OKH (ab 1944)
Zum 15. März 1944 wurde der NS-Führungsstab des Heeres beim OKH eingerichtet. Er stand unter dem Kommando von General der Gebirgstruppe Schörner, der zum 15. Mai 1944 von General der Gebirgstruppe Georg von Hengl abgelöst wurde. Der NS-Führungsstab war für die weltanschauliche Führung des Heeres zuständig, arbeitete mit dem General z. b. V. beim OKH, welcher beim Generalquartiermeister angesiedelt war, zusammen und übernahm 1944 dessen Gruppen I und II.